# Waehneroceras
Waehneroceras es un género extinto de cefalópodos de la subclase Ammonoidea.

## Distribución
Jurásico de Argentina, Austria, Canadá, Hungría y Reino Unido.